# Une passion dans le désert
Une passion dans le désert est une nouvelle d’Honoré de Balzac publiée en 1830 dans La Revue de Paris.

## Historique
Balzac publie une première version de cette nouvelle en 1830 dans La Revue de Paris. La version définitive ne paraît qu'en 1837 aux éditions Delloye et Lecou, au tome XVI des Études philosophiques. Elle sera ensuite placée dans les Scènes de la vie militaire de La Comédie humaine.
La bataille des Pyramides sert de point de départ à la nouvelle, dont la suite se déroule pendant l'expédition de Haute-Égypte. « [... ] épisode d'une épopée qu'on pourrait intituler : Les Français en Égypte […] Lors de l'expédition entreprise dans la Haute-Égypte par le général Desaix, un soldat provençal, étant tombé au pouvoir des Maugrabins, fut emmené par ces Arabes dans les déserts situés au-delà des cataractes du Nil. [...] en ce moment, Bonaparte parcourait l'Égypte. »

## Résumé
Dans le récit cadre, le narrateur raconte à sa compagne, après avoir assisté à un spectacle dans une ménagerie, une histoire qu'il a reçue d'un ancien soldat français de la campagne d'Égypte. Le soldat égaré dans le désert trouve refuge dans une grotte et réussit à apprivoiser une panthère dont il est en quelque sorte amoureux. Il l'appelle « Mignonne », en mémoire d'une ancienne maîtresse, et projette quantité de qualités féminines sur la bête dont il garde un souvenir ému. Mais un geste brusque lui donne l'impression que la bête va le dévorer et il la poignarde. Il s'aperçoit trop tard qu'il s'agissait d'une marque d'affection de la part de l'animal.

## Adaptation cinématographique
En 1997, la réalisatrice américaine Lavinia Currier sort le film Instinct félin, avec Ben Daniels et Michel Piccoli, dont le scénario est inspiré de la nouvelle de Balzac.